# Paepalanthus schneckii
Paepalanthus schneckii là một loài thực vật có hoa trong họ Eriocaulaceae. Loài này được Poulsen mô tả khoa học đầu tiên năm 1888.